# Yatil Green
Yatil Devon Green (Gainesville, 25 novembre 1973) è un ex giocatore di football americano statunitense che ha giocato nel ruolo di wide receiver nella National Football League. Fu scelto come 15º assoluto nel Draft NFL 1997 dai Miami Dolphins. Al college ha giocato a football all'Università di Miami.

## Carriera professionistica
Green fu scelto nel primo giro del Draft 1997 dai Miami Dolphins. Nel primo giorno del training camp si ruppe il quadricipite, il legamento crociato anteriore e la cartilagine del ginocchio destro. Tornò la stagione successiva, ma si ruppe lo stesso legamento ancora nel training camp. Nella sua terza e unica stagione di gioco, quella del 1999, disputò 9 partite, ricevendo 18 passaggi per 234 yard e nessun touchdown. Dopo tre anni e dieci operazioni al ginocchio, fu svincolato dai Dolphins a fine anno, firmando coi New York Jets, non scendendo però mai in campo con la nuova squadra. Nel 2001 firmò con gli Oakland Raiders, ma fu svincolato durante la pre-stagione.

## Statistiche
| Ricezioni     | 105 |
| Yard ricevute | 234 |
| Touchdown     | 0   |